# Drei-Sterne-Orden
Der Drei-Sterne-Orden (lettisch Triju Zvaigžņu ordenis) wurde 1924 durch den lettischen Staatspräsidenten Jānis Čakste als höchste Auszeichnung des Landes gestiftet und kann an Personen für deren besondere Verdienste auf staatlichem, kommunalem, gesellschaftlichem, kulturellem, wissenschaftlichem oder wirtschaftlichem Gebiet sowie in Bildung und Sport verliehen werden.

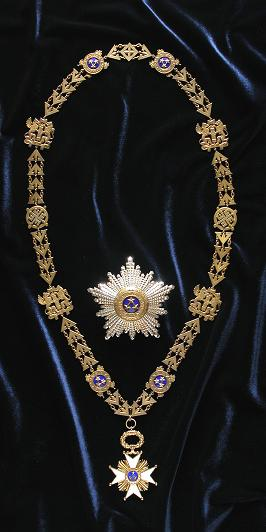
Großkreuz mit Collane

## Klassen
Der Orden besteht aus fünf Klassen und einer angeschlossenen Ehrenmedaille in drei Stufen:
- Großkreuz
- Großoffizier
- Kommandeur
- Offizier
- Ritter
  -  Ehrenmedaille in Gold
  -  Ehrenmedaille in Silber
  -  Ehrenmedaille in Bronze

Das Großkreuz kann als höchste Auszeichnung auch mit Collane verliehen werden.

## Ordensdekoration
Das Ordenszeichen ist ein weiß emailliertes, goldgerändertes Malteserkreuz mit kleinen Kügelchen auf den Kreuzspitzen. Zwischen den Kreuzwinkeln befinden sich kleine Strahlen. Im runden emaillierten kobaltblauen Medaillon sind drei goldene Sterne zu sehen. Im Medaillon auf der Rückseite findet sich die dreizeilige Inschrift mit dem Datum der Unabhängigkeitserklärung LATVIJAS REPUBLIKA 1918. G. 18. NOVEMBRIS (Lettische Republik 18. November 1918.) Der umgebende goldene Reif enthält die Inschrift PER ASPERA AD ASTRA.
Der Durchmesser des Ordens beträgt 40 mm für Ritter und Offiziere, 49 mm für Kommandeure und Großoffiziere, 54 mm für Großkreuze.

## Trageweise
Das Großkreuz wird an einer Schärpe von der rechten Schulter zur linken Hüfte sowie mit einem zehnstrahligen Bruststern getragen. Großoffiziere und Kommandeure tragen das Ordenszeichen um den Hals, Großoffiziere zusätzlich einen einfachen Bruststern, der das Ordenszeichen darstellt. Offiziere und Ritter dekorieren das Ordenszeichen am Band auf der linken Brustseite.